# تاریخ قرآن

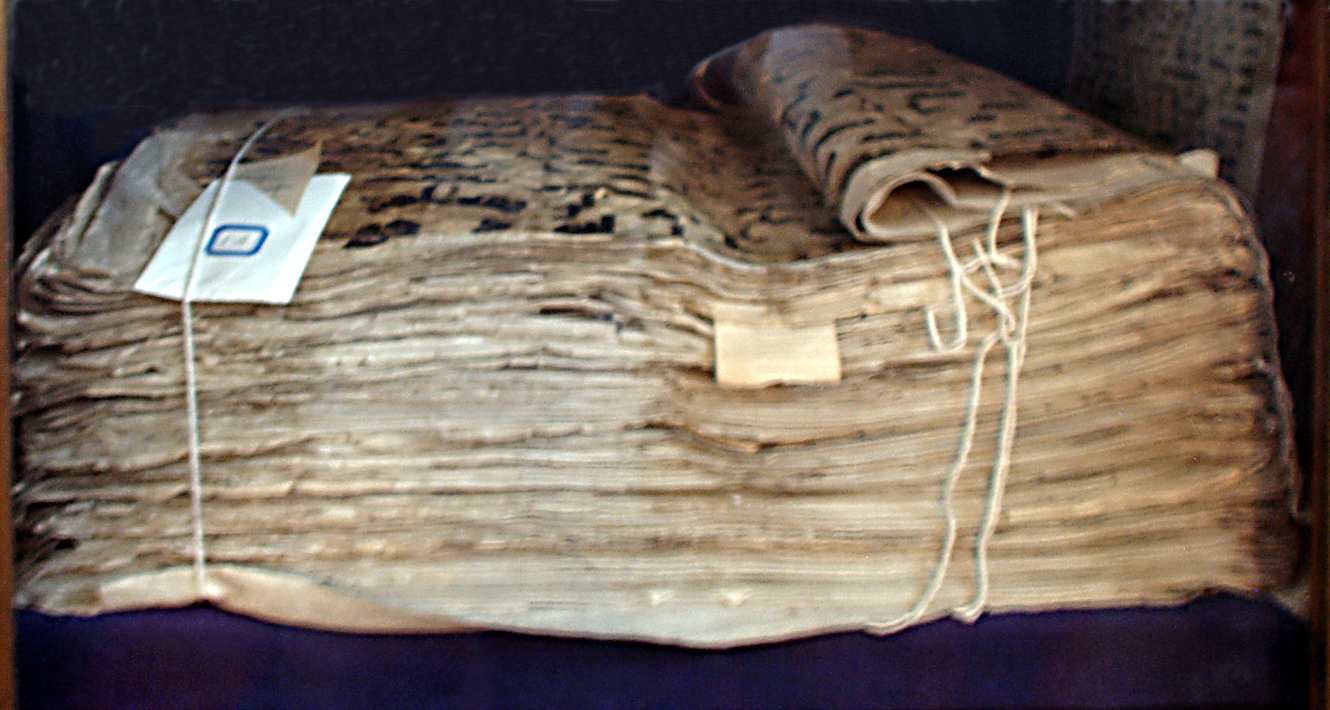
یک قرآن قدیمی (احتمالا)به دست خط عثمان خلیفه سوم راشدین پیدا شده در تاشکند

تاریخ قرآن یکی از شاخه‌های علوم قرآنی است که در آن تاریخ نزول و ثبت و جمع آوری قرآن از آغاز وحی تا سیر هزار و چهارصد ساله کتابت و طبع آن در دوران معاصر بررسی می شود و اصطلاح نسبتاً جدیدی است که از سوی اسلام‌شناسان و قرآن‌شناسان غربی وضع شده‌است و پیش از قرن حاضر و در آثار گذشتگانی نظیر البرهان فی علوم القرآن اثر بدرالدین زرکشی و الاتقان فی علوم القرآن نوشته جلال‌الدین سیوطی به چنین اصطلاحی برنمی‌خوریم.
تاریخ‌ِ قرآن نزدِ مسلمان دانشی دینی بوده است که توسط مؤمنانِ مسلمان و با هدفِ دفاع از درستی قرآن شکل‌گرفته‌، و با تاریخ‌نگاری قرآن که رویکردی تاریخی دارد، متفاوت است.

## مباحث اصلی
مباحث اصلی «تاریخ قرآن» که از مهمترین شاخه‌های علوم قرآنی است، عبارتند از:
- زمان آغاز و پایان نزول قرآن
- زمان و مکان نزول آیات بر پیامبر اسلام
- ترتیب نزول آیات و سوره و ترتیب کنونی
- کتابت و نویسندگان وحی در زمان نزول قرآن و کیفیت نگارش و رسم‌الخط قرآن کریم
- مسئله جمع و تدوین قرآن کریم در زمان محمد و خلفای راشدین
- اختلاف مصاحف صحابه و تابعین و یکسان‌سازی مصاحف
- تکامل شیوه‌های نگارش قرآن کریم، نقطه‌گذاری و حرکت‌گذاری حروف و کلمات
- نسخه‌های به‌جای‌مانده از گذشتگان و نسخه‌های جدید

## مباحث فرعی
مباحث فرعی که گاه به عنوان مقدمه و گاه در مقام نتیجه بیان می‌گردد، عبارتند از:
- بررسی اسامی و القاب قرآن کریم
- وحی از دیدگاه اسلام
- عصمت پیامبر اسلام
- اُمّی بودن پیامبر اسلام
- اسباب نزول آیات قرآن کریم
- ترجمه‌های قرآن کریم

## مصحف‌های مختلف و شروع به کانونیزه کردن
قبل از این که عثمان قرآن را جمع آوری نهایی کند، نسخه‌ها یا مصحف‌هایی وجود داشتند، که هیچ‌کدام از آن‌ها تا به امروز کشف نشده‌اند. این مصحف‌ها هیچ وقت تأیید عام به دست نیاوردند و از جانب مسلمانان به دید رونوشت‌های شخصی افراد نگاه می شدند.

## از نسخ خطی اولیه به سوی متن کانونیکال نهایی
بعد از این که عثمان بقیه مصحف‌ها را نابود کرد، هنوز گوناگونی‌هایی در خوانش و همچنین نوشته قرآن وجود داشت. با این وجود، محققان امکان دگرگونی زیاد متن را رد می‌کنند، با این استدلال که اضافه کردن، زدودن، یا دستکاری منجر به مناقشه می شد که "از آن [یعنی مناقشه،] رد کمی هست". علاوه بر این بیان می‌کنند که حتی با این وجود که عثمان در میان مسلمانان محبوبیت خود را از دست داد، اما به‌طور کلی متهم به دستکاری یا تحریف قرآن نبود.
در عصر نسخه خطی، قرآن رونوشت شده‌ترین متن عربی بود و بعضی باور داشتند که رونویسی قرآن برای رونویس‌کننده و همچنین صاحب آن برکت می‌آورد.